# Pedro Benito Antonio Quevedo y Quintano
Pedro Benito Antonio Quevedo y Quintano (Villanueva del Fresno, 12 gennaio 1736 – Orense, 28 marzo 1818) è stato un cardinale e vescovo cattolico spagnolo.

## Biografia
Nacque a Villanueva del Fresno il 12 gennaio 1736.
Papa Pio VII lo elevò al rango di cardinale nel concistoro del 23 settembre 1816.
Morì il 28 marzo 1818 all'età di 82 anni.

## Genealogia episcopale
La genealogia episcopale è:
- Cardinale Scipione Rebiba
- Cardinale Giulio Antonio Santorio
- Cardinale Girolamo Bernerio, O.P.
- Arcivescovo Galeazzo Sanvitale
- Cardinale Ludovico Ludovisi
- Cardinale Luigi Caetani
- Cardinale Ulderico Carpegna
- Cardinale Paluzzo Paluzzi Altieri degli Albertoni
- Cardinale Gaspare Carpegna
- Cardinale Francesco Acquaviva d'Aragona
- Arcivescovo Carlos Borja Centellas y Ponce de León
- Arcivescovo Luis de Salcedo y Azcona
- Arcivescovo Andrés Mayoral Alonso de Mella
- Vescovo Felipe Beltrán Serrano
- Cardinale Pedro Benito Antonio Quevedo y Quintano